# Bleu pétrole
Pour la couleur, voir bleu pétrole (couleur).
Albums de Alain Bashung
Les 50 Plus Belles Chansons
(2007) Bijoux, bijoux
(2008)
Singles
1. Résidents de la République
Sortie : 2008
2. Je t'ai manqué
Sortie : 2008
3. Sur un trapèze
Sortie : 2009

Bleu pétrole est le douzième album studio d'Alain Bashung, sorti le 24 mars 2008 chez Barclay Records. 
Il est certifié disque de platine et a été récompensé lors des Victoires de la musique 2009 dans la catégorie « album de chansons, variétés de l'année ».

## Historique
Très attendu après L'Imprudence, dernier album studio datant de 2002, et celui de La Tournée des grands espaces, album live sorti en 2004, Bleu pétrole, fruit d'une maturation lente de la part de Bashung, a finalement été écrit en grande partie par Gaëtan Roussel de Louise Attaque et Gérard Manset. Le texte de Résidents de la République, dû à Gaëtan Roussel, contient une erreur de conjugaison : « Un jour, je courirai moins / Jusqu'au jour où je ne courirai plus... », au futur, « courir » s'écrit et se dit en effet « je courrai », à la première personne du singulier. Rien n'indique qu'il s'agisse d'une licence poétique ou d'un trait d'humour comme en fait Renaud, le texte de cette chanson n'étant pas comique. Gaëtan Roussel fait d'ailleurs un clin d'œil à ce léger incident, dans sa chanson "Tu ne savais pas", extraite de son album "Est-ce que tu sais ?", sorti en octobre 2021. "Tu ne savais pas que tu courirai un jour, c'est vrai, le temps passe, elle est "fou" cette faute d'orthographe..."
Après l'écriture musicale plus expérimentale débutée au tournant des années 2000, Bashung propose avec cet album un retour marqué à une certaine chanson française teintée de rock qui fit son succès dans les années 1990.
L'album est dédié à Mick Larie, membre de Bluegrass Long Distance, disparu en juillet 2007, mandoliniste ami de Marcel Dadi et de Patrick Sébastien. Le premier extrait appuyant la promotion du disque est Résidents de la République.
Bashung entame une tournée à la suite de la sortie de l'album et choisit Comme un lego de Gérard Manset en ouverture des concerts. Le 7 juillet 2008 l'album ressort en version double vinyle collector et limitée à 1 000 exemplaires. À ce jour, il s'est vendu à plus de 470 000 exemplaires[réf. nécessaire].
Bleu pétrole est le dernier album studio sorti du vivant d'Alain Bashung, qui meurt le 14 mars 2009.
Beaucoup de chansons ont été enregistrées pendant la réalisation de l'album, dont la plupart n'ont pas été gardées. Une dizaine d'entre elles seront recyclées et formeront l'album En amont qui sortira dix ans plus tard.

## Titres de l'album
| No  | Titre                      | Paroles                                       | Musique                       | Durée |
| --- | -------------------------- | --------------------------------------------- | ----------------------------- | ----- |
| 1.  | Je t'ai manqué             | Gaëtan Roussel                                | Gaëtan Roussel                | 3:39  |
| 2.  | Résidents de la République | Gaëtan Roussel                                | Gaëtan Roussel                | 3:21  |
| 3.  | Tant de nuits              | Joseph d'Anvers                               | Arman Méliès, Alain Bashung   | 4:17  |
| 4.  | Hier à Sousse              | Gaëtan Roussel                                | Gaëtan Roussel                | 3:55  |
| 5.  | Vénus                      | Gérard Manset                                 | Arman Méliès, Gérard Manset   | 4:19  |
| 6.  | Comme un lego              | Gérard Manset                                 | Gérard Manset                 | 9:04  |
| 7.  | Sur un trapèze             | Gaëtan Roussel                                | Gaëtan Roussel                | 3:47  |
| 8.  | Je tuerai la pianiste      | Gérard Manset                                 | Gaëtan Roussel, Alain Bashung | 6:11  |
| 9.  | Suzanne                    | Leonard Cohen, adaptation de Graeme Allwright | Leonard Cohen                 | 4:09  |
| 10. | Le Secret des banquises    | Gaëtan Roussel                                | Alain Bashung, Gaëtan Roussel | 3:35  |
| 11. | Il voyage en solitaire     | Gérard Manset                                 | Gérard Manset                 | 4:04  |

## Graphisme de la pochette
Sur la pochette, les peintures et graphismes sont de Jérome Witz et du studio de création Element-s. Les photographies sont de Ludovic Carême.
Les notes du verso de la pochette du disque sont « A.B. BP - # 530 5929 » stylographiées à l'encre noire épaisse font référence à l'auteur de l'album, Alain Bashung (A.B.), au titre de l'œuvre (BP, Bleu Pétrole), et à son numéro de dépôt (06007 530 709 49).

## Réception critique et publique
Selon l'édition française du magazine Rolling Stone, cet album est le 46e meilleur album de rock français. Le magazine Les Inrockuptibles qualifie l'album d'« immense chef-d'œuvre ».

## Musiciens
- Alain Bashung : voix, harmonica
- Gaëtan Roussel : guitare acoustique, guitare électrique, ukulélé, Weissenborn
- Marc Ribot : guitare électrique, banjo, Dobro
- Marc Muller : Dobro, lap steel
- Arman Méliès : guitare électrique, banjo
- Mark Plati : basse, guitare acoustique, guitare électrique, claviers, boîte à rythmes
- Simon Edwards : basse, contrebasse, Dobro
- Shawn Pelton : batterie
- Martyn Barker : batterie, percussions, bongo
- Tahar Boukhlifa : batterie, guitare électrique
- Gerry Leonard : guitare électrique
- M. Ward : guitare électrique, guitare acoustique
- Cordes :
  - Violons : Marian Tache, Erik Sluys, Dick Uten, Bart Lemmens, Tatjana Scheck, Christophe Pochet, Cristina Constantinescu, Annelies Broeckhoven
  - Alto : François Grietje
  - Violoncelles : Hans Vandaele, Karel Steylaerts
  - Direction cordes : Mark Steylaerts

## Classements et certifications
| Pays         | Durée du classement | Meilleur classement |
| ------------ | ------------------- | ------------------- |
| France       | 138 semaines        | 1er                 |
| Belgique (W) | 100 semaines        | 2e                  |
| Suisse       | 29 semaines         | 11e                 |

| Pays     | Certification | Ventes    | Date       |
| -------- | ------------- | --------- | ---------- |
| France   | Platine       | 300 000 + | 10/12/2008 |
| Belgique | Or            | 15 000 +  | 17/10/2008 |
| Suisse   | Or            | 10 000 +  | 2008       |

### Classements singles
| Date | Single                     | Chart               | durée du classement | Position |
| ---- | -------------------------- | ------------------- | ------------------- | -------- |
| 2008 | Résidents de la république | (W) Ultratop        | 7 semaines          | 6e       |
| 2009 | Résidents de la république | Schweizer Hitparade | 1 semaine           | 49e      |
| 2009 | Je t'ai manqué             | (W) Ultratop        | 1 semaine           | 26e      |
| 2009 | Sur un trapèze             | (W) Ultratop        | 1 semaine           | 20e      |